# Шиєлі (Мендикаринський район)
Шиєлі́ (каз. Шиелі) — село у складі Мендикаринського району Костанайської області Казахстану. Входить до складу Ломоносовського сільського округу.
Населення — 89 осіб (2021; 213 у 2009, 239 у 1999, 235 у 1989).